# Мюллер, Мари
Марие Мюллер (люкс. Marie Muller; 29 июля 1985, Фильдерштадт, Германия) — люксембургская дзюдоистка, участница Олимпийских игр 2008 и 2012 годов.
На Церемонии открытия летних Олимпийских игр 2012 была знаменосцем команды Люксембурга.

## Карьера
На Летней Олимпиаде 2008 года также участвовала в весовой категории до 52 кг и также на этапе четвертьфиналов уступила кореянке Ким Гюн-ок.
На Олимпиаде в Лондоне, выступив в категории до 52 кг, уступила на четвертьфинальном этапе кубинской дзюдоистке Янет Бермой.

## Выступления на Олимпиадах
| Олимпиада   | Дисциплина              | Место   |
| ----------- | ----------------------- | ------- |
| Пекин 2008  | дзюдо, женщины до 52 кг | 9 место |
| Лондон 2012 | дзюдо, женщины до 52 кг | 5 место |